# Écoparc Cerro El Volador
L'écoparc Cerro El Volador est le parc naturel le plus grand de la zone urbaine de Medellín, en Colombie. D'une superficie d'environ 1 km2, il culmine à 82 mètres au-dessus du niveau moyen de la ville. La colline dont il tire son nom est l'une des sept collines dites tutélaires de la localité et des deux « collines de fond de vallée » ; en 2008, elle a fait l'objet d'une restauration complète. 
Nombre des premières colonies de Medellín s'établirent sur la colline El Volador, dans le centre-ouest de la ville, là où se trouve de nos jours Robledo (es), commune 7 de la ville. La colline est entourée du ruisseau La Iguaná, au sud ; et des ruisseaux Mononga et La Malpaso, au nord. Elle est isolée à l'est par une voie urbaine, la carrera 65.
À ses pieds, on trouve les quartiers El Volador, La Iguaná, San Germán et Caribe ; l'Université nationale de Colombie et l'Université d'Antioquia ; les sentiers appelés El Indio, La Espiral del tiempo et La Cima, dans certains desquels on a fait des découvertes archéologiques datant des premiers siècles de l'ère chrétienne ; et des ensembles funéraires des XIVe au XVIe siècle, ensembles  de chambres mortuaires à puits d'accès vertical aménagés par les indigènes Aburráes, qui donnèrent leur nom à l'immense vallée où la colline se trouve, la vallée d'Aburrá (es).
C'est pourquoi la colline fut déclarée en 1992 patrimoine historique et naturel de la nation, et en 1998, le ministère de la Culture déclara les sites archéologiques de l'écoparc bien d'intérêt culturel national. Il en résulte que les constructions et autres ouvrages postérieurs doivent obtenir l'autorisation de ce ministère depuis.
Dès lors, on a valorisé l'écoparc Cerro El Volador, dont l'objectif principal sur le plan archéologique est de sauver, de préserver et de faire connaître ces traces culturelles sur place. L'écoparc a aussi pour objectif de contribuer au divertissement du public en permettant des activités comme l'observation des oiseaux (dont l'Amazone à front jaune, l'Ara sévère, la Conure cuivrée, le Touï à menton d'or, la Grive à bec orange, le Tyran audacieux, le Piranga orangé et le Synallaxe albane), le lancement de cerfs-volants, le parapente, la randonnée, le vélo,  les pique-niques ou le camping.
Cette colline occupe une place privilégiée au milieu de la vallée d'Aburrá, car on y observe la vallée dans toute son étendue.